# Székkutas
Székkutas – wieś i gmina położona w południowej części Węgier, w powiecie Hódmezővásárhely, wchodzącego w skład komitatu Csongrád.